# Peter Schmidt
Pour les articles homonymes, voir Schmidt.
Peter Schmidt, né le 11 août 1944 à Gescher en Allemagne, est un auteur allemand de thrillers et de science-fiction. L'auteur est également un chercheur en sciences cognitives et psychologie.

## Biographie
Peter Schmidt, né le 11 août 1944 à Gescher en Allemagne, est un écrivain allemand qui a écrit de nombreux romans dans des genres aussi divers que les thrillers politiques, les romans d'espionnage, les romans policiers, les psycho-thrillers, les romans de science-fiction et les comédies criminelles. Peter Schmidt écrit sous le pseudonyme de Peter Cahn.
Peter Schmidt fit ses études de littérature et de philosophie à l'Université de Bochum en Rhénanie-du-Nord-Westphalie, avec une spécialisation en psychologie fondamentale.
Parallèlement à ses romans policiers et à ses œuvres d'écriture classique comme la satire ou le roman philosophique, Peter Schmidt a écrit de nombreux ouvrages techniques sur ses propres recherches concernant la compréhension des concepts de sentiment et d'émotion, la théorie de l'intelligence émotionnelle et la théorie philosophique de la valeur.

## Publications
À l'époque du conflit Est-Ouest, la critique allemande considérait Peter Schmidt comme le « seul auteur sérieux dans le genre du roman d'espionnage. » (magazine Stern). Avec son roman intitulé Schafspelz [Peau de mouton], il fut pour la presse allemande le premier auteur allemand à ouvrir une brèche dans le monopole anglo-saxon du thriller (Magazine Capital). Peter Schmidt anticipa dans ses romans de nombreuses évolutions de la société contemporaine, comme par exemple la collaboration du Ministère de la Sécurité nationale avec la RAF (Die Regeln der Gewalt [Les Règles de la violence]) ou les pratiques monétaires douteuses de l'ancienne RDA avec Schalck-Golodkowski (Ein Fall von großer Redlichkeit [Un cas d'une grande honnêteté]), ce qui lui valut d'être fiché par la Stasi lors de ses voyages dans le bloc de l'Est. 
Il résumait ainsi sa vision du thriller : « Dans le thriller politique, il faut dépasser le stade simple, mais nécessaire du divertissement et faire apparaître 1°) les structures réelles du crime politique et 2°) l'anticipation modélisée de dangers et dérives possibles. »
Dans son roman philosophique Montag oder Die Reise nach innen [Dimanche ou le voyage intérieur], Schmidt décrit les étapes d'une conscience méditative vers toujours plus d'intelligence émotionnelle, dans l'esprit d'un roman de formation, en racontant l'histoire d'un jeune protagoniste surdoué, Marc Herzbaum.
Peter Schmidt développa également une méthode appelée EQ-Training, avec des techniques cognitives comme le Scanning, la désensibilisation corporelle et la désensibilisation des problèmes afin d'aider les gens à surmonter le stress. Ces techniques permettent de mieux maîtriser ses peurs et autres sentiments négatifs. Selon Peter Schmidt, la philosophie depuis l'antiquité est passé à côté de l'un de ses thèmes principaux, parce qu'elle n'a pas réussi à analyser de manière satisfaisante ce qui fait la valeur de l'expérience humaine. C'est justement à partir d'une approche qui prend en compte ce qu'il y a de positif dans la vie que l'on peut tirer des enseignements utiles pour la vie privée et l'action publique.
Dans ses ouvrages techniques, Peter Schmidt propose une sorte de philosophie pratique agrémentée de conseils cognitifs visant à fonder une nouvelle théorie de la valeur qui, contrairement à ce qu'avaient pu dire Immanuel Kant, Friedrich Nietzsche, Max Scheler ou Nikolai Hartmann, repose sur la simple évidence spontanée du ressenti comme facteur décisif de la valeur. Ce ressenti est bien sûr plus complexe que la simple opposition « envie / pas envie » de l'hédonisme.

## Œuvres
- (de) Mehnerts Fall (thriller/espionnage) (1981) ;
- (de) Die Trophäe (thriller/espionnage) (1982) ;
- (de) Augenschein (thriller/espionnage) (1983) ;
- (de) Eiszeit für Maulhelden (Comédie policière) (1984) ;
- (de) Die Regeln der Gewalt (roman sur le terrorisme) (1984) ;
- (de) Ein Fall von großer Redlichkeit (thriller politique) (1985) ;
- (de) Einmal Sonne und zurück (Satires sur les voyages) (1985) ;
- (de) Erfindergeist (thriller/espionnage) (1985) (Übers. ins Französische 1988) On travaille dans le génie Série noire n° 2132 ;
- (de) Die Stunde des Geschichtenerzählers (thriller/espionnage) (1986) ;
- (de) Von Särgen und nächtlichen Schreien (nouvelles satiriques) (1986) ;
- (de) Das Prinzip von Hell und Dunkel (science-fiction) (1986) ;
- (de) Der EMP-Effekt (thriller politique) (1986) ;
- (de) Der Agentenjäger (thriller/espionnage) (1986) ;
- (de) Winger (pièce radiophonique policière) (1987) ;
- (de) Linders Liste (Comédie noire policière) (1988) ;
- (de) Die fünfte Macht (thriller politique utopique) (1989) ;
- (de) Der kleine Herzog (thriller/espionnage) (1989) ;
- (de) Das Veteranentreffen (thriller/espionnage) (1990) ;
- (de) Schafspelz (thriller/espionnage) (1991) ;
- (de) Die andere Schwester (thriller politique) (1992) ;
- (de) Roulett (Comédie) (1992) ;
- (de) Der Mädchenfänger (Psychothriller) (1993) ;
- (de) Schwarzer Freitag (Comédie policière) (1993) ;
- (de) Winger (roman policier/thriller politique) (1994) ;
- (de) Gen-Crash  (thriller de hard science fiction) (sous le pseudonyme Peter Cahn) (1994) ;
- (de) Harris (psychothriller) (1995) ;
- (de) Trojanische Pferde (roman policier/thriller politique) (1996) ;
- (de) Eine böse Überraschung (1998) (roman à épisodes en collaboration avec différents auteurs) ;
- (de) Montag oder Die Reise nach innen (roman philosophique sur l'intelligence émotionnelle) (1998) ;
- (de) Feuervogel (thriller) (1999) (sous le pseudonyme Mike Jaeger) ;
- (de) EQ-Training (Ouvrage sur le training mental) (1999) ;
- (de) 2999 - Das dritte Millennium (thriller/science-fiction) (1999) ;
- (de) Streit um Drei (série télévisée, huit épisodes) (1999) ;
- (de) Die Kraft der positiven Gefühle (ouvrage sur le training mental) (2001) ;
- (de) Stehen Sie drüber (ouvrage sur le training mental) (2002) ;
- (de) Endzeit (thriller de hard science fiction) (2004) ;
- (de) Scanning (ouvrage de training mental) (2006) ;
- (de) Emotionale Desorientiertheit (ouvrage de psychologie) ;

ainsi que des nouvelles dans de nombreuses anthologies.

## Prix littéraires
- Prix allemand du meilleur roman policier en 1986 pour Erfindergeist ;
- Prix allemand du meilleur roman policier en 1987 pour Die Stunde des Geschichtenerzählers ;
- Prix allemand du meilleur roman policier en 1991 pour Das Veteranentreffen ;
- Roman policier du mois, 1993, SFB / Kultur aktuell, pour Der Mädchenfänger ;
- Prix littéraire de la Ruhr en 1994 pour l'ensemble de son œuvre.

## Ouvrages de référence
- (de) Peter Schmidt und der deutsche Politthriller, in: J.Schmidt: Gangster, Opfer, Detektive - Eine Typengeschichte des Kriminalromans, Ullstein 1989.
- (de) D.P.Meier-Lenz im Gespräch mit Peter Schmidt: Der Agententhriller, der aus Deutschland kommt, die horen, Zeitschrift für Literatur, Kunst und Kritik, Nr.144/4, 1986.
- (de) Nachwort von Rudi Kost in: P.Schmidt: Der kleine Herzog, Rowohlt 1989.
- (de) Herbert Knorr: Rohstoff aus der Zeitung, in: Literarische Portraits, Patmos 1991.
- (de) Karl-Heinz Jakobs im Gespräch mit Peter Schmidt in: Neues Deutschland, 17.7.1992.
- (de) Armin Zemann: Marlowe's Enkel, Diplomarbeit im Fach Psychologie über den Roman Schafspelz, Universität München 1994.
- (de) Peter Nusser in: Der Kriminalroman, Metzler, 2. Auflage 1992.
- (de) Peter Schmidt in Steckbriefe, Rowohlt 1995.
- (de) H.P. Karr: Peter Schmidt, in Lexikon der deutschen Krimi-Autoren, 2006.